# Messier 34
M34 (Messier 34 / NGC 1039) is een open sterrenhoop in het sterrenbeeld Perseus. Het werd voor 1654 ontdekt door Giovanni Batista Hodierna en in 1764 door Charles Messier herontdekt en vervolgens door hem opgenomen in zijn catalogus van komeetachtige objecten als nummer 34.
M34 ligt op ongeveer 1400 lichtjaar afstand en meet 14 lichtjaar in diameter. De leeftijd van M34 wordt geschat op 180 miljoen jaar en de helderste ster is van magnitude 7,9.